# Strophomorphus
Strophomorphus är ett släkte av skalbaggar. Strophomorphus ingår i familjen vivlar.

## Dottertaxa tillStrophomorphus, i alfabetisk ordning[1]
- Strophomorphus abeillei
- Strophomorphus adanensis
- Strophomorphus albarius
- Strophomorphus algericus
- Strophomorphus araxidis
- Strophomorphus barbarus
- Strophomorphus brevipilis
- Strophomorphus brevithorax
- Strophomorphus breviusculus
- Strophomorphus bruleres
- Strophomorphus bruleriei
- Strophomorphus brunneus
- Strophomorphus canariensis
- Strophomorphus caspicus
- Strophomorphus comatus
- Strophomorphus cretaceus
- Strophomorphus creticus
- Strophomorphus ctenotus
- Strophomorphus damascenus
- Strophomorphus demaisoni
- Strophomorphus fausti
- Strophomorphus hebraeus
- Strophomorphus hispidus
- Strophomorphus impressicollis
- Strophomorphus insquamosus
- Strophomorphus irroratus
- Strophomorphus karacaensis
- Strophomorphus libanicus
- Strophomorphus lineolatus
- Strophomorphus milleri
- Strophomorphus minutus
- Strophomorphus nigrinus
- Strophomorphus obsoletehispidus
- Strophomorphus oertzeni
- Strophomorphus perforatus
- Strophomorphus persicus
- Strophomorphus pholicoides
- Strophomorphus porcellus
- Strophomorphus sejugatus
- Strophomorphus semipurpureus
- Strophomorphus subciliatus
- Strophomorphus sublaevigatus
- Strophomorphus tessellatus
- Strophomorphus uniformis
- Strophomorphus ursus
- Strophomorphus ventricosus
- Strophomorphus virescens